# Istituti NCAA Division I
Ogni università ha una sua sezione atletica che si caratterizza per un "nomignolo" che identifica poi tutte le formazioni dei vari sport e molto spesso anche la mascotte; questi soprannomi sovente hanno un legame con il territorio, ma non sempre è così.

## Elenco delle Università appartenenti alla Division I

### Alabama
- University of Alabama Crimson Tide
- Alabama A&M University Bulldogs
- Alabama State University Hornets
- Auburn University Tigers
- Jacksonville State University Gamecocks
- University of North Alabama Lions
- Samford University Bulldogs
- University of South Alabama Jaguars
- Troy University Trojans
- University of Alabama at Birmingham (UAB) Blazers

### Arizona
- University of Arizona Wildcats
- Arizona State University (ASU) Sun Devils
- Grand Canyon University Antelopes
- Northern Arizona University Lumberjacks

### Arkansas
- University of Arkansas Razorbacks
- University of Arkansas, Pine Bluff Golden Lions
- Arkansas State University Red Wolves
- University of Central Arkansas Bears e Sugar Bears
- University of Arkansas at Little Rock (Little Rock) Trojans

### California
- California Baptist University Lancers
- California Polytechnic State University (Cal Poly) Mustangs
- California State University, Bakersfield (Bakersfield) Roadrunners
- California State University, Fullerton (Cal State Fullerton) Titans
- California State University, Northridge (CSUN o Cal State Northridge) Matadors
- California State University, Fresno (Fresno State) Bulldogs
- California State University, Long Beach (Long Beach State) — The Beach
- Loyola Marymount University Lions
- University of the Pacific Tigers
- Pepperdine University Waves
- California State University, Sacramento (Sacramento State) Hornets
- Saint Mary's College of California Gaels
- University of San Diego Toreros
- San Diego State University Aztecs
- University of San Francisco Dons
- San Jose State University Spartans
- Santa Clara University Broncos
- University of Southern California (USC) Trojans
- Stanford University Cardinal
- University of California, Berkeley (California o Cal) Golden Bears
- University of California, Davis (UC Davis) Aggies
- University of California, Irvine (UC Irvine) Anteaters
- University of California, Riverside (UC Riverside) Highlanders
- University of California, Los Angeles (UCLA) Bruins
- University of California, San Diego (UC San Diego o UCSD) Tritons
- University of California, Santa Barbara (UCSB) Gauchos

### Colorado
- United States Air Force Academy (Air Force) Falcons
- University of Colorado at Boulder (Colorado) Buffaloes
- Colorado State University Rams
- University of Denver Pioneers
- University of Northern Colorado Bears

### Connecticut
- Central Connecticut State University Blue Devils
- University of Connecticut (UConn) Huskies
- Fairfield University Stags
- Quinnipiac University Bobcats
- Sacred Heart University Pioneers
- Yale University Bulldogs

### Delaware
- University of Delaware Fightin' Blue Hens
- Delaware State University Hornets

### District of Columbia
- American University Eagles
- The George Washington University Revolutionaries
- Georgetown University Hoyas
- Howard University Bison

### Florida
- Bethune-Cookman University Wildcats
- University of Florida Gators
- Florida A&M University Rattlers
- Florida Atlantic University Owls
- Florida Gulf Coast University (FGCU) Eagles
- Florida International University (FIU) Panthers
- Florida State University (FSU) Seminoles
- Jacksonville University Dolphins
- University of Miami Hurricanes
- University of Central Florida (UCF) Knights
- University of North Florida (UNF) Ospreys
- University of South Florida (USF) Bulls
- Stetson University Hatters

### Georgia
- University of Georgia Bulldogs
- Georgia Southern University Eagles
- Georgia State University Panthers
- Georgia Institute of Technology (Georgia Tech) Yellow Jackets
- Kennesaw State University Owls
- Mercer University Bears
- University of West Georgia Wolves

### Hawaii
- University of Hawaii at Manoa Rainbow Warriors e Rainbow Wahine

### Idaho
- Boise State University Broncos
- University of Idaho Vandals
- Idaho State University Bengals

### Illinois
- Bradley University Braves
- Chicago State University Cougars
- DePaul University Blue Demons
- Eastern Illinois University Panthers
- University of Illinois at Urbana-Champaign (Illinois) Fighting Illini
- Illinois State University Redbirds
- Loyola University Chicago Ramblers
- Northern Illinois University Huskies
- Northwestern University Wildcats
- Southern Illinois University Carbondale (Southern Illinois o SIU) Salukis
- Southern Illinois University Edwardsville (SIU Edwardsville o SIUE) Cougars
- University of Illinois at Chicago (UIC) Flames
- Western Illinois University Leathernecks

### Indiana
- Ball State University Cardinals
- Butler University Bulldogs
- University of Evansville Purple Aces
- Indiana University Bloomington (Indiana) Hoosiers
- Indiana State University Sycamores
- Indiana University Indianapolis (IU Indy) Jaguars
- University of Notre Dame Fighting Irish
- Purdue University Boilermakers
- Purdue University Fort Wayne (Purdue Fort Wayne) Mastodons
- Valparaiso University Beacons

### Iowa
- Drake University Bulldogs
- University of Iowa Hawkeyes
- Iowa State University Cyclones
- University of Northern Iowa Panthers

### Kansas
- Università di Kansas Jayhawks
- Kansas State University Wildcats
- Wichita State University Shockers

### Kentucky
- Bellarmine University Knights
- Eastern Kentucky University Colonels
- University of Kentucky Wildcats
- University of Louisville Cardinals
- Morehead State University Eagles
- Murray State University Racers
- Northern Kentucky University Norse
- Western Kentucky University Hilltoppers e Lady Toppers

### Louisiana
- Grambling State University Tigers e Lady Tigers
- University of Louisiana at Lafayette (Louisiana) Ragin' Cajuns
- University of Louisiana at Monroe (ULM o Louisiana–Monroe) Warhawks
- Louisiana State University (LSU) Tigers e Lady Tigers
- Louisiana Tech University Bulldogs e Lady Techsters
- McNeese State University (McNeese) Cowboys e Cowgirls
- University of New Orleans (UNO) Privateers
- Nicholls State University (Nicholls) Colonels
- Northwestern State University Demons e Lady Demons
- Southeastern Louisiana University Lions
- Southern University Jaguars
- Tulane University Green Wave

### Maine
- University of Maine Black Bears

### Maryland
- Coppin State University Eagles
- Loyola University Maryland Greyhounds
- University of Maryland, College Park (Maryland) Terrapins
- University of Maryland, Baltimore County (UMBC) Retrievers
- University of Maryland Eastern Shore (UMES) Hawks
- Morgan State University Bears
- Mount St. Mary's University Mountaineers
- United States Naval Academy (Navy) Midshipmen
- Towson University Tigers

### Massachusetts
- Boston College (BC) Eagles
- Boston University Terriers
- Harvard University Crimson
- College of the Holy Cross Crusaders
- Merrimack College Warriors
- Università del Massachusetts ad Amherst (Massachusetts o UMass) Minutemen e Minutewomen
- Università del Massachusetts ad Lowell (UMass Lowell) River Hawks
- Northeastern University Huskies
- Stonehill College Skyhawks

### Michigan
- Central Michigan University Chippewas
- University of Detroit Mercy Titans
- Eastern Michigan University Eagles
- University of Michigan Wolverines
- Michigan State University Spartans
- Oakland University Golden Grizzlies
- Western Michigan University Broncos

### Minnesota
- University of Minnesota Twin Cities (Minnesota) Golden Gophers
- University of St. Thomas Tommies

### Mississippi
- Alcorn State University Braves
- Jackson State University Tigers
- University of Mississippi (Ole Miss) Rebels
- Mississippi State University Bulldogs
- Mississippi Valley State University Delta Devils e Devilettes
- The University of Southern Mississippi (Southern Miss) Golden Eagles e Lady Eagles

### Missouri
- University of Missouri-Kansas City (Kansas City) Roos
- Lindenwood University Lions
- University of Missouri-Columbia (Missouri) Tigers
- Missouri State University Bears e Lady Bears (beach volley: Beach Bears)
- Saint Louis University Billikens
- Southeast Missouri State University (SEMO o Southeast Missouri) Redhawks

### Montana
- University of Montana Grizzlies (pallacanestro femminile: Lady Griz)
- Montana State University-Bozeman Bobcats

### Nebraska
- Creighton University Bluejays
- University of Nebraska-Lincoln (Nebraska) Cornhuskers
- University of Nebraska Omaha (Omaha) Mavericks

### Nevada
- Università del Nevada-Reno (Nevada) Wolf Pack
- University of Nevada, Las Vegas (UNLV) Rebels (pallacanestro maschile: Runnin' Rebels, pallacanestro femminile: Lady Rebels)

### New Hampshire
- Dartmouth College Big Green
- University of New Hampshire Wildcats

### New Jersey
- Fairleigh Dickinson University (FDU) Knights
- Monmouth University Hawks
- New Jersey Institute of Technology (NJIT) Highlanders
- Princeton University Tigers
- Rider University Broncs
- Rutgers University Scarlet Knights
- Saint Peter's University Peacocks
- Seton Hall University Pirates

### New Mexico
- University of New Mexico Lobos
- New Mexico State University Aggies

### New York
- University at Albany Great Danes
- United States Military Academy (Army) Black Knights
- Binghamton University Bearcats
- University at Buffalo Bulls
- Canisius University Golden Griffins
- Colgate University Raiders
- Columbia University Lions
- Cornell University Big Red
- Fordham University Rams
- Hofstra University Pride
- Iona University Gaels
- Le Moyne College Dolphins
- Long Island University (LIU) Sharks
- Manhattan University Jaspers
- Marist College Red Foxes
- Niagara University Purple Eagles
- Saint Bonaventure University Bonnies
- St. John's University Red Storm
- Siena College Saints
- Stony Brook University Seawolves
- Syracuse University Orange
- Wagner College Seahawks

### North Carolina
- Appalachian State University Mountaineers
- Campbell University Fighting Camels
- University of North Carolina at Charlotte (Charlotte) 49ers
- Davidson College Wildcats
- Duke University Blue Devils
- East Carolina University Pirates
- Elon University Phoenix
- Gardner-Webb University Runnin' Bulldogs
- High Point University Panthers
- North Carolina State University (NC State) Wolfpack
- University of North Carolina at Chapel Hill (North Carolina o UNC) Tar Heels
- North Carolina A&T State University Aggies
- North Carolina Central University Eagles
- Queens University of Charlotte Royals
- University of North Carolina at Asheville (UNC Asheville o UNCA) Bulldogs
- University of North Carolina at Greensboro (UNC Greensboro o UNCG) Spartans
- University of North Carolina at Wilmington (UNC Wilmington o UNCW) Seahawks
- Wake Forest University Demon Deacons
- Western Carolina University Catamounts

### North Dakota
- North Dakota State University Bison
- University of North Dakota Fighting Hawks

### Ohio
- University of Akron Zips
- Bowling Green State University (Bowling Green) Falcons
- University of Cincinnati Bearcats
- Cleveland State University Vikings
- University of Dayton Flyers
- Kent State University Golden Flashes
- Miami University RedHawks
- Ohio University Bobcats
- Ohio State University Buckeyes
- University of Toledo Rockets
- Wright State University Raiders
- Xavier University Musketeers
- Youngstown State University Penguins

### Oklahoma
- University of Oklahoma Sooners
- Oklahoma State University-Stillwater Cowboys e Cowgirls
- Oral Roberts University Golden Eagles
- University of Tulsa Golden Hurricane

### Oregon
- University of Oregon Ducks
- Oregon State University Beavers
- University of Portland Pilots
- Portland State University Vikings

### Pennsylvania
- Bucknell University Bison
- Drexel University Dragons
- Duquesne University Dukes
- La Salle University Explorers
- Lafayette College Leopards
- Lehigh University Mountain Hawks
- Mercyhurst University Lakers
- University of Pennsylvania (Penn) Quakers
- Pennsylvania State University (Penn State) Nittany Lions (pallacanestro femminile: Lady Lions)
- University of Pittsburgh (Pitt) Panthers
- Robert Morris University Colonials
- Saint Francis University Red Flash
- Saint Joseph's University Hawks
- Temple University Owls
- Villanova University Wildcats

### Rhode Island
- Brown University Bears
- Bryant University Bulldogs
- Providence College Friars
- University of Rhode Island Rams

### South Carolina
- College of Charleston (Charleston) Cougars
- Charleston Southern University Buccaneers
- The Citadel Bulldogs
- Clemson University Tigers
- Coastal Carolina University Chanticleers
- Furman University Paladins e Lady Paladins
- Presbyterian College Blue Hose
- University of South Carolina Gamecocks
- South Carolina State University Bulldogs
- University of South Carolina Upstate (USC Upstate) Spartans
- Winthrop University Eagles
- Wofford College Terriers

### South Dakota
- University of South Dakota Coyotes
- South Dakota State University Jackrabbits

### Tennessee
- Austin Peay State University (Austin Peay) Governors
- Belmont University Bruins
- University of Tennessee at Chattanooga (Chattanooga) Mocs
- East Tennessee State University Buccaneers
- Lipscomb University Bisons
- University of Memphis Tigers
- Middle Tennessee State University Blue Raiders
- Tennessee State University Tigers
- Tennessee Technological University Golden Eagles
- University of Tennessee at Knoxville (Tennessee) Volunteers (pallacanestro femminile e softball: Lady Volunteers)
- University of Tennessee at Martin (UT-Martin) Skyhawks
- Vanderbilt University Commodores

### Texas
- Abilene Christian University Wildcats
- Baylor University Bears
- East Texas A&M University Lions
- University of Houston Cougars
- Houston Christian University Huskies
- University of the Incarnate Word (UIW) Cardinals
- Lamar University Cardinals e Lady Cardinals
- University of North Texas Mean Green
- Prairie View A&M University Panthers
- Rice University Owls
- Sam Houston State University (Sam Houston) Bearkats
- Southern Methodist University (SMU) Mustangs
- Stephen F. Austin State University (Stephen F. Austin) Lumberjacks e Ladyjacks
- Tarleton State University (Tarleton o Tarleton State) Texans
- Texas Christian University (TCU) Horned Frogs
- Texas A&M University Aggies
- Texas A&M University-Corpus Christi Islanders
- Texas Southern University Tigers
- Texas State University Bobcats
- Texas Tech University Red Raiders (pallacanestro femminile: Lady Raiders)
- University of Texas at Austin (Texas) Longhorns
- University of Texas at Arlington (UT-Arlington) Mavericks
- University of Texas at El Paso (UTEP) Miners
- University of Texas Rio Grande Valley (UT Rio Grande Valley o UTRGV) Vaqueros
- University of Texas at San Antonio (UTSA) Roadrunners

### Utah
- Brigham Young University (BYU) Cougars
- Southern Utah University Thunderbirds (ginnastica femminile: Flippin' Birds)
- University of Utah Utes (ginnastica femminile: Red Rocks)
- Utah State University Aggies
- Utah Tech University Trailblazers
- Utah Valley University Wolverines
- Weber State University Wildcats

### Vermont
- University of Vermont Catamounts

### Virginia
- George Mason University Patriots
- Hampton University Pirates
- James Madison University Dukes
- Liberty University Flames e Lady Flames
- Longwood University Lancers
- Norfolk State University Spartans
- Old Dominion University (ODU) Monarchs
- Radford University Highlanders
- University of Richmond Spiders
- Virginia Commonwealth University (VCU) Rams
- University of Virginia Cavaliers
- Virginia Polytechnic Institute and State University (Virginia Tech) Hokies
- Virginia Military Institute (VMI) Keydets
- College of William & Mary Tribe

### Washington
- Eastern Washington University Eagles
- Gonzaga University Bulldogs
- Seattle University Redhawks
- University of Washington Huskies
- Washington State University Cougars

### West Virginia
- Marshall University Thundering Herd
- West Virginia University Mountaineers

### Wisconsin
- University of Wisconsin-Green Bay (Green Bay) Phoenix
- Marquette University Golden Eagles
- University of Wisconsin-Milwaukee (Milwaukee) Panthers
- University of Wisconsin-Madison (Wisconsin) Badgers

### Wyoming
- University of Wyoming Cowboys e Cowgirls

## Elenco delle Università affiliate alla Division I
Le università affiliate alla Division I sono quegli istituti che gareggiano nel massimo campionato collegiale solo in alcuni sport mentre per i restanti sono appartenenti alla Division II o alla Division III.

Tra parentesi sono indicati il nomignolo del team, lo stato di appartenenza dell'ateneo e gli sport che svolgono nella Division I.
- Spring Hill College (Badgers, Alabama, beach volley femminile)
- University of Alaska Fairbanks (Nanooks, Alaska, hockey su ghiaccio maschile, tiro a segno e sci)
- University of Alaska Anchorage (Seawolves, Alaska, hockey su ghiaccio maschile e ginnastica femminile)
- Azusa Pacific University (Cougars, California, pallanuoto femminile)
- California State University, East Bay (Pioneers, California, pallanuoto femminile)
- California State University, Los Angeles (Golden Eagles, California, beach volley femminile)
- California State University, Monterey Bay (Pioneers, California, pallanuoto femminile)
- Concordia University (Eagles, California, pallavolo maschile, pallanuoto maschile e femminile, e beach volley femminile)
- Fresno Pacific University (Sunbirds, California, pallanuoto maschile e femminile)
- Holy Names University (Hawks, California, pallavolo maschile)
- Sonoma State University (Seawolves, California, pallanuoto femminile)
- Barton College (Bulldogs, Carolina del Nord, pallavolo maschile)
- Belmont Abbey College (Crusaders, Carolina del Nord, bowling femminile e pallavolo maschile)
- Chowan University (Hawks, Carolina del Nord, bowling femminile)
- Elizabeth City State University (Vikings, Carolina del Nord, bowling femminile)
- Fayetteville State University (Broncos, Carolina del Nord, bowling femminile)
- Johnson C. Smith University (Golden Bulls, Carolina del Nord, bowling femminile)
- Lees–McRae College (Bobcats, Carolina del Nord, pallavolo maschile)
- Livingstone College (Blue Bears, Carolina del Nord, bowling femminile)
- University of Mount Olive (Trojans, Carolina del Nord, pallavolo maschile)
- St. Augustine's University (Falcons, Carolina del Nord, bowling femminile)
- Shaw University (Bears, Carolina del Nord, bowling femminile)
- Benedict College (Tigers, Carolina del Sud, pallavolo maschile)
- Coker University (Cobras, Carolina del Sud, pallavolo maschile)
- Erskine College (Flying Fleet, Carolina del Sud, beach volley femminile e pallavolo maschile)
- Francis Marion University (Patriots, Carolina del Sud, golf maschile)
- Limestone University (Saints, Carolina del Sud, pallavolo maschile)
- North Greenville University (Trailblazers, Carolina del Sud, pallavolo maschile)
- Colorado College (Tigers, Colorado, hockey su ghiaccio maschile e calcio femminile)
- Colorado Mesa University (Mavericks, Colorado, beach volley femminile)
- University of Bridgeport (Purple Knights, Connecticut, ginnastica femminile)
- Post University (Eagles, Connecticut, bowling e hockey su ghiaccio femminile)
- Southern Connecticut State University (Owls, Connecticut, ginnastica femminile)
- Wilmington University (Wildcats, Delaware, bowling femminile)
- Barry University (Buccaneers, Florida, beach volley femminile e pallavolo maschile)
- Eckerd College (Tritons, Florida, beach volley femminile)
- Edward Waters University (Tigers, Florida, pallavolo maschile)
- Florida Southern University (Moccasins, Florida, beach volley femminile)
- Saint Leo University (Saints, Florida, beach volley femminile)
- University of Tampa (Spartans, Florida, beach volley femminile)
- Augusta University (Jaguars, Georgia, golf maschile e femminile)
- Emmanuel College (Lions, Georgia, pallavolo maschile)
- Fort Valley State University (Tigers, Georgia, pallavolo maschile)
- Morehouse College (Maroon Tigers, Georgia, pallavolo maschile)
- University of North Georgia (Nighthawks, Georgia, tiro a segno)
- Lewis University (Flyers, Illinois, bowling femminile e pallavolo maschile)
- McKendree University (Bearcats, Illinois, beach volley femminile, pallavolo maschile, bowling femminile, scherma, e pallanuoto maschile e femminile)
- Roosevelt University (Lakers, Illinois, pallavolo maschile)
- Quincy University (Hawks, Illinois, bowling femminile e pallavolo maschile)
- Simpson College (Storm, Iowa, ginnastica maschile e femminile)
- Upper Iowa University (Peacocks, Iowa, bowling femminile)
- Kentucky State University (Thorobreds, Kentucky, pallavolo maschile)
- Kentucky Wesleyan College (Panthers, Kentucky, bowling femminile)
- Thomas More University (Saints, Kentucky, pallavolo maschile)
- Bowie State University (Bulldogs, Maryland, bowling femminile)
- Johns Hopkins University (Blue Jays, Maryland, lacrosse maschile e femminile)
- American International College (Yellow Jackets, Massachusetts, hockey su ghiaccio maschile)
- Bentley University (Falcons, Massachusetts, hockey su ghiaccio maschile)
- Ferris State University (Bulldogs, Michigan, hockey su ghiaccio maschile)
- Lake Superior State University (Lakers, Michigan, hockey su ghiaccio maschile)
- Michigan Technological University (Huskies, Michigan, hockey su ghiaccio maschile e sci)
- Northern Michigan University (Wildcats, Michigan, hockey su ghiaccio maschile e sci)
- Wayne State University (Warriors, Michigan, scherma)
- Bemidji State University (Beavers, Minnesota, hockey su ghiaccio maschile e femminile)
- University of Minnesota Duluth (Bulldogs, Minnesota, hockey su ghiaccio maschile e femminile)
- Minnesota State University, Mankato (Mavericks, Minnesota, hockey su ghiaccio maschile e femminile)
- St. Cloud State University (Huskies, Minnesota, hockey su ghiaccio maschile e femminile, e sci femminile)
- Winona State University (Warriors, Minnesota, ginnastica femminile)
- University of Central Missouri (Jennies, Missouri, bowling femminile)
- Drury University (Panthers, Missouri, bowling femminile e pallavolo maschile)
- Lincoln University (Blue Tigers, Missouri, bowling femminile)
- Maryville University (Saints, Missouri, bowling femminile)
- Missouri University of Science and Technology (Miners, Missouri, pallavolo maschile)
- Rockhurst University (Hawks, Missouri, pallavolo maschile)
- Southwest Baptist University (Bearcats, Missouri, beach volley femminile)
- Franklin Pierce University (Ravens, New Hampshire, bowling e hockey su ghiaccio femminile)
- Saint Anselm College (Hawks, New Hampshire, hockey su ghiaccio femminile)
- Caldwell University (Cougars, New Jersey, bowling femminile)
- Felician University (Golden Falcons, New Jersey, bowling femminile)
- Adelphi University (Panthers, New York, bowling femminile)
- Clarkson University (Golden Knights, New York, hockey su ghiaccio maschile e femminile)
- Daemen University (Wildcats, New York, bowling femminile e pallavolo maschile)
- Dominican University New York (Chargers, New York, pallavolo maschile)
- D'Youville University (Saints, New York, pallavolo maschile)
- Hobart College (Statesmen, New York, lacrosse maschile)
- Molloy University (Lions, New York, bowling femminile)
- Queens College, City University of New York (Knights, New York, scherma femminile)
- Roberts Wesleyan University (Redhawks, New York, bowling femminile e pallavolo maschile)
- Rochester Institute of Technology (Tigers, New York, hockey su ghiaccio maschile e femminile)
- Rensselaer Polytechnic Institute (Engineers, New York, hockey su ghiaccio maschile e femminile)
- St. Lawrence University (Saints, New York, hockey su ghiaccio maschile e femminile)
- Saint Thomas Aquinas College (Spartans, New York, pallavolo maschile)
- Union College (Dutchmen o Dutchwomen, New York, hockey su ghiaccio maschile e femminile)
- Central State University (Marauders, Ohio, pallavolo maschile)
- Ursuline College (Arrows, Ohio, bowling femminile)
- Walsh University (Cavaliers, Ohio, bowling femminile)
- Oklahoma Christian University (Lady Eagles, Oklahoma, bowling femminile)
- Bloomsburg University of Pennsylvania (Huskies, Pennsylvania, lotta maschile)
- Chestnut Hill College (Hawks, Pennsylvania, bowling femminile)
- Pennsylvania Western University Clarion (Clarion) – (Golden Eagles, Pennsylvania, lotta maschile)
- Pennsylvania Western University Edinboro (Edinboro) – (Fighting Scots, Pennsylvania, lotta maschile)
- Gannon University (Golden Knights, Pennsylvania, pallanuoto maschile e femminile)
- Kutztown University of Pennsylvania (Golden Bears, Pennsylvania, bowling femminile)
- Lock Haven University of Pennsylvania (Bald Eagles, Pennsylvania, hockey su prato femminile e lotta maschile)
- West Chester University of Pennsylvania (Golden Rams, Pennsylvania, ginnastica femminile)
- Carson–Newman University (Eagles, Tennessee, beach volley femminile)
- King University (Tornado, Tennessee, pallavolo maschile)
- LeMoyne–Owen College (Magicians, Tennessee, pallavolo maschile)
- Lincoln Memorial University (Railsplitters, Tennessee, beach volley e bowling femminile, e pallavolo maschile)
- Tusculum University (Pioneers, Tennessee, bowling femminile e pallavolo maschile)
- Dallas Baptist University (Patriots, Texas, baseball maschile)
- Texas A&M University–Kingsville (Javelinas, Texas, beach volley femminile)
- Texas Woman's University (Pioneers, Texas, ginnastica femminile)
- Westminster College (Eagles, Utah, sci)
- Saint Michael's College (Purple Knights, Vermont, hockey su ghiaccio femminile e sci)
- Virginia State University (Trojans, Virginia, bowling femminile)
- Virginia Union University (Panthers, Virginia, bowling femminile)
- University of Charleston (Golden Eagles, Virginia Occidentale, pallavolo maschile)
- Salem University (Tigers, Virginia Occidentale, pallanuoto maschile e femminile)
- Seattle Pacific University (Falcons, Washington, ginnastica femminile)